# Liste de jeux vidéo Spyro the Dragon
Pour un article plus général, voir Spyro the Dragon (série de jeux vidéo).
Les jeux vidéo Spyro the Dragon forment une franchise de jeux vidéo s'inscrivant dans le genre du jeu de plates-formes. Les jeux ont été développés par plusieurs entreprises, parmi lesquelles figurent Insomniac Games, Check Six Studios, Equinoxe Digital, Eurocom, Krome Studios, Étranges Libellules et Toys for Bob.